# Schmalspurbahn Paraćin–Zaječar
| Timokbrücke beim Bahnhof Zaječar auf der Strecke nach Vražogrnac |                                                          |                       |                       |
| Streckenlänge: | 105,1 km                                                 |                       |                       |
| Spurweite: | 760 mm (Bosnische Spur)                                  |                       |                       |
| Maximale Neigung: | 28 ‰                                                     |                       |                       |
| Minimaler Radius: | 80 m                                                     |                       |                       |
| |                                                          |                       |                       |
| Höchstgeschwindigkeit: | 30 km/h20 km/h (Izvor–Krivi Vir) 25 km/h (Metovnica–Bor) |                       |                       |
| \| \| \| von Stalać / Niš \| \| \| \| 0 \| Paraćin \| Paraćin \| \| \| \| \| \| \| \| \| 1435 mm nach Belgrad \| \| \| \| \| 760 mm nach Ćuprija \| \| \| \| 7,7 \| Davidovac \| Davidovac \| \| \| \| 1435 mm nach Popovac \| \| \| \| 15,3 \| Donja Mutnica \| Donja Mutnica \| \| \| 17,8 \| Izvor \| Izvor \| \| \| 23,5 \| Klačevica \| Klačevica \| \| \| 26,4 \| Javorac \| Javorac \| \| \| 31,6 \| Obradove Stolice \| Obradove Stolice \| \| \| \| \| \| \| \| \| Scheiteltunnel \| \| \| \| \| \| \| \| \| 37,0 \| Mala Suvaja \| Mala Suvaja \| \| \| 43,1 \| Krivi Vir \| Krivi Vir \| \| \| 50,6 \| Lukovo \| Lukovo \| \| \| 53,7 \| Jablanica \| Jablanica \| \| \| 56,6 \| Mirovo \| Mirovo \| \| \| \| \| \| \| \| 63,8 \| Boljevac \| Boljevac \| \| \| \| \| \| \| \| \| Bogovina Rudnik 2 \| \| \| \| \| Bogovina Rudnik 1 \| \| \| \| \| \| \| \| \| \| \| \| \| \| 72,2 \| Bogovina \| Bogovina \| \| \| \| \| \| \| \| 78,8 \| Sumrakovac \| Sumrakovac \| \| \| 84,1 \| Šarbanovac \| Šarbanovac \| \| \| \| \| \| \| \| 20,2 \| Bor \| Bor \| \| \| 17,1 \| Kolonija \| Kolonija \| \| \| 13,8 \| Borska Slatina \| Borska Slatina \| \| \| \| Mundrici \| \| \| \| 8,0 \| Suva Reka \| Suva Reka \| \| \| \| Vacino Brdo \| \| \| \| \| Adamovići \| \| \| \| \| \| \| \| \| 91,7 0,0 \| Metovnica \| Metovnica \| \| \| \| \| \| \| \| 93,0 \| Gamzigrad \| Gamzigrad \| \| \| 99,6 \| Zvezdan \| Zvezdan \| \| \| \| \| \| \| \| \| 1435 mm von Niš \| \| \| \| 105,1 \| Zaječar \| Zaječar \| \| \| \| \| \| \| \| \| \| \| \| \| \| \| \| \| \| \| \| \| \| \| \| 760 mm von Vrška Čuka \| \| \| \| 112,2 \| Vražogrnac \| Vražogrnac \| \| \| \| \| \| \| \| \| 1435 mm nach Bor \| \| \| \| \| \| \| \| \| \| 1435 mm nach Prahovo \| \| \| \| \| 760 mm nach Radujevac \| \| |                                                          |                       |                       |
| Strecke (außer Betrieb) · Strecke |                                                          | von Stalać / Niš      | von Stalać / Niš      |
| Bahnhof (Strecke außer Betrieb) · Bahnhof | 0                                                        | Paraćin               | Paraćin               |
| Abzweig geradeaus und von links (Strecke außer Betrieb) · Abzweig geradeaus und ehemals nach rechts |                                                          |                       |                       |
| Strecke (außer Betrieb) · Strecke nach links |                                                          | 1435 mm nach Belgrad  | 1435 mm nach Belgrad  |
| Abzweig geradeaus, nach links und von links (Strecke außer Betrieb) · Strecke quer (außer Betrieb) |                                                          | 760 mm nach Ćuprija   | 760 mm nach Ćuprija   |
| Bahnhof (Strecke außer Betrieb) | 7,7                                                      | Davidovac             | Davidovac             |
| Abzweig geradeaus und nach links (Strecke außer Betrieb) · Strecke quer (außer Betrieb) |                                                          | 1435 mm nach Popovac  | 1435 mm nach Popovac  |
| Bahnhof (Strecke außer Betrieb) | 15,3                                                     | Donja Mutnica         | Donja Mutnica         |
| Bahnhof (Strecke außer Betrieb) | 17,8                                                     | Izvor                 | Izvor                 |
| Bahnhof (Strecke außer Betrieb) | 23,5                                                     | Klačevica             | Klačevica             |
| Bahnhof (Strecke außer Betrieb) | 26,4                                                     | Javorac               | Javorac               |
| Bahnhof (Strecke außer Betrieb) | 31,6                                                     | Obradove Stolice      | Obradove Stolice      |
| Tunnelanfang (Strecke außer Betrieb) |                                                          |                       |                       |
| Kulminations-/Scheitelpunkt (Strecke außer Betrieb) (im Tunnel) |                                                          | Scheiteltunnel        | Scheiteltunnel        |
| Tunnelende (Strecke außer Betrieb) |                                                          |                       |                       |
| Bahnhof (Strecke außer Betrieb) | 37,0                                                     | Mala Suvaja           | Mala Suvaja           |
| Bahnhof (Strecke außer Betrieb) | 43,1                                                     | Krivi Vir             | Krivi Vir             |
| Bahnhof (Strecke außer Betrieb) | 50,6                                                     | Lukovo                | Lukovo                |
| Haltepunkt / Haltestelle (Strecke außer Betrieb) | 53,7                                                     | Jablanica             | Jablanica             |
| Bahnhof (Strecke außer Betrieb) | 56,6                                                     | Mirovo                | Mirovo                |
| Kulminations-/Scheitelpunkt (Strecke außer Betrieb) |                                                          |                       |                       |
| Bahnhof (Strecke außer Betrieb) | 63,8                                                     | Boljevac              | Boljevac              |
| Strecke (außer Betrieb) |                                                          |                       |                       |
| Strecke (außer Betrieb) · Betriebs-/Güterbahnhof Streckenanfang (Strecke außer Betrieb) |                                                          | Bogovina Rudnik 2     | Bogovina Rudnik 2     |
| Strecke (außer Betrieb) · Betriebs-/Güterbahnhof Streckenanfang (Strecke außer Betrieb) · Strecke (außer Betrieb) |                                                          | Bogovina Rudnik 1     | Bogovina Rudnik 1     |
| Strecke (außer Betrieb) · Strecke (außer Betrieb) · Strecke (außer Betrieb) |                                                          |                       |                       |
| Strecke (außer Betrieb) · Strecke nach links (außer Betrieb) · Abzweig geradeaus und von rechts (Strecke außer Betrieb) |                                                          |                       |                       |
| Bahnhof (Strecke außer Betrieb) · Strecke (außer Betrieb) | 72,2                                                     | Bogovina              | Bogovina              |
| Abzweig geradeaus, nach links und von links (Strecke außer Betrieb) · Strecke quer (außer Betrieb) · Strecke nach rechts (außer Betrieb) |                                                          |                       |                       |
| Bahnhof (Strecke außer Betrieb) | 78,8                                                     | Sumrakovac            | Sumrakovac            |
| Bahnhof (Strecke außer Betrieb) | 84,1                                                     | Šarbanovac            | Šarbanovac            |
| Strecke (außer Betrieb) |                                                          |                       |                       |
| Strecke (außer Betrieb) · Kopfbahnhof Streckenanfang (Strecke außer Betrieb) | 20,2                                                     | Bor                   | Bor                   |
| Strecke (außer Betrieb) · Haltepunkt / Haltestelle (Strecke außer Betrieb) | 17,1                                                     | Kolonija              | Kolonija              |
| Strecke (außer Betrieb) · Bahnhof (Strecke außer Betrieb) | 13,8                                                     | Borska Slatina        | Borska Slatina        |
| Strecke (außer Betrieb) · Haltepunkt / Haltestelle (Strecke außer Betrieb) |                                                          | Mundrici              | Mundrici              |
| Strecke (außer Betrieb) · Bahnhof (Strecke außer Betrieb) | 8,0                                                      | Suva Reka             | Suva Reka             |
| Strecke (außer Betrieb) · Haltepunkt / Haltestelle (Strecke außer Betrieb) |                                                          | Vacino Brdo           | Vacino Brdo           |
| Strecke (außer Betrieb) · Haltepunkt / Haltestelle (Strecke außer Betrieb) |                                                          | Adamovići             | Adamovići             |
| Abzweig geradeaus und von links (Strecke außer Betrieb) · Strecke nach rechts (außer Betrieb) |                                                          |                       |                       |
| Bahnhof (Strecke außer Betrieb) | 91,7 0,0                                                 | Metovnica             | Metovnica             |
| Strecke (außer Betrieb) |                                                          |                       |                       |
| Haltepunkt / Haltestelle (Strecke außer Betrieb) | 93,0                                                     | Gamzigrad             | Gamzigrad             |
| Bahnhof (Strecke außer Betrieb) | 99,6                                                     | Zvezdan               | Zvezdan               |
| Strecke nach links (außer Betrieb) · Strecke von rechts (außer Betrieb) |                                                          |                       |                       |
| Strecke von rechts · Strecke (außer Betrieb) |                                                          | 1435 mm von Niš       | 1435 mm von Niš       |
| Bahnhof · Bahnhof (Strecke außer Betrieb) | 105,1                                                    | Zaječar               | Zaječar               |
| Strecke nach links · Abzweig ehemals geradeaus und von rechts |                                                          |                       |                       |
| Strecke |                                                          |                       |                       |
| Strecke |                                                          |                       |                       |
| Strecke von links (außer Betrieb) · Abzweig geradeaus und ehemals nach rechts |                                                          |                       |                       |
| Abzweig geradeaus und von rechts (Strecke außer Betrieb) · Strecke |                                                          | 760 mm von Vrška Čuka | 760 mm von Vrška Čuka |
| Bahnhof (Strecke außer Betrieb) · Bahnhof | 112,2                                                    | Vražogrnac            | Vražogrnac            |
| Strecke (außer Betrieb) · Strecke |                                                          |                       |                       |
| Strecke (außer Betrieb) · Abzweig geradeaus, nach links und von links |                                                          | 1435 mm nach Bor      | 1435 mm nach Bor      |
| Strecke (außer Betrieb) · Strecke |                                                          |                       |                       |
| Strecke (außer Betrieb) · Strecke nach links |                                                          | 1435 mm nach Prahovo  | 1435 mm nach Prahovo  |
| Strecke nach links (außer Betrieb) · Strecke quer (außer Betrieb) |                                                          | 760 mm nach Radujevac | 760 mm nach Radujevac |

Die Schmalspurbahn Paraćin–Zaječar war eine abschnittsweise von 1911 bis 1979 betriebene Schmalspurbahn mit einer Spurweite von 760 mm (Bosnische Spurweite) im Nordosten von Serbien. Der Betrieb wurde von der jeweiligen Staatsbahn geführt – anfänglich waren das die Serbischen Staatsbahnen (SDŽ), nach dem Ersten Weltkrieg die Eisenbahnen des Königreichs der Serben, Kroaten und Slowenen (SHS) und schließlich die Jugoslawischen Staatsbahnen (JDŽ/JŽ).

## Geschichte

### Eröffnung
Die ersten Teilstrecken wurden am 1. Januarjul. / 14. Januar 1911greg. in Betrieb genommen, es waren dies die Abschnitte Paraćin–Izvor mit 17,8 km Länge sowie Zaječar–Krivi Vir mit 62,1 km. Auch die Verbindung nach Vražogrnac zur „belgischen Bahn“ Radujevac–Vrška Čuka wurde an diesem Tag eröffnet. Ein Jahr später am 15. Januarjul. / 28. Januar 1912greg. wurde schließlich der bautechnisch deutlich aufwendigere Passabschnitt Izvor–Krivi Vir mit 25,3 km Länge dem Betrieb übergeben, hier war unter anderem zwischen Obradove Stolice und Mala Suvaja ein knapp 2 km langer Scheiteltunnel erforderlich. Weiters wurde am 27. Apriljul. / 10. Mai 1912greg. vom Bahnhof Metovnica ausgehend eine Zweiglinie zur Bergwerksstadt Bor eröffnet, finanziert von einer französischen Gesellschaft.
Eine geplante Verbindung von Bor nach Požarevac wurde zwar geplant und im Zweiten Weltkrieg auch begonnen, allerdings nicht fertig gestellt. Lediglich in die Wälder oberhalb von Bor wurde am 24. März 1945 ein Teilabschnitt nach Crno Vrh eröffnet, um den dringenden Holzbedarf nach dem Krieg zu decken.
Im Jahr 1913 wurde mittels einer dritten Schiene in der Bahnstrecke Belgrad–Niš eine Verbindung nach Stalać geschaffen, zu der dort seit 1909 beginnenden Schmalspurbahn. Diese führte über Kraljevo, Čačak und Užice schlussendlich bis zur bosnischen Ostbahn. Allerdings behinderte der gemischte Betrieb im Ersten Weltkrieg den Verkehr auf der normalspurigen Hauptbahn und die dritte Schiene samt der notwendigen Weichen wurde um 1916 von der deutschen Armee schon wieder entfernt. Erst am 21. Septemberjul. / 4. Oktober 1924greg. wurde schließlich über eine neue, parallel zur Normalspurbahn verlaufende Trasse die Verbindung nach Stalać wieder hergestellt.
Im Jänner 1925 wurde mit der Fertigstellung der Strecke zwischen Užice und Vardište endlich eine (durchgehend schmalspurige) Verbindung zu einem Adriahafen geschaffen, wenn auch mittels eines gewaltigen Umwegs über Sarajevo nach Dubrovnik. Aber bis zur vollständigen Eröffnung der Strecke Belgrad–Bar im Jahr 1976 blieb diese aufwendige Verbindung Serbiens „kürzester“ Meerzugang per Eisenbahn und so wurde jahrzehntelang Kupfer aus den Hütten in Bor über hunderte Kilometer auf Schmalspur zur Adria transportiert.

### Umbauten
Schon 1914 wurde der Abschnitt Zaječar–Vražogrnac durch einen Abschnitt der Bahnstrecke (Niš–)Knjaževac–Prahovo ersetzt, allerdings blieb die Verbindung zu den Kohlebergwerken bei Vrška Čuka über ein Dreischienengleis noch etliche Jahre möglich (je nach Quelle bis 1943).
Zwischen Paraćin und Davidovac wurde ab 1953 die Linienführung teilweise verändert und ein Dreischienengleis für die Strecke nach Popovac verlegt. Das Normalspurgleis lag auf diesem Abschnitt im Juni 2023 noch, war aber schon seit Jahren unbenutzt.

### Einstellung
Die Einstellung erfolgte ebenfalls in Etappen – zuerst wurde die Strecke Metovnica–Bor am 26. Mai 1968 stillgelegt, nachdem Bor in der Zwischenzeit auch von einem Abschnitt der Normalspurbahn Mala Krsna–Vražogrnac erschlossen wurde. Auch der Abschnitt Paraćin–Mirovo wurde an diesem Tag eingestellt.
Als nächstes folgte die Einstellung von Mirovo–Boljevac im Jahr 1969, weiters Boljevac–Bogovina am 3. Jänner 1977. Für den Kohleverkehr vom Bergwerk Bogovina blieb das Reststück nach Zaječar noch bis zum 30. Juni 1979 im Betrieb, der Personenverkehr Zaječar–Boljevac war allerdings bereits am 22. Mai 1971 eingestellt worden.
Die Verbindung nach Stalać wurde schon am 20. Mai 1958 eingestellt, nachdem an diesem Tag der erste Abschnitt der ehemaligen Schmalspurbahn bis Kraljevo als Normalspurbahn wiedereröffnet wurde. Die Verbindung nach Ćuprija zur Kohlenbahn nach Ravna Reka bestand dagegen vom 29. Oktoberjul. / 11. November 1915greg. bis ins Jahr 1961.

## Streckenverlauf

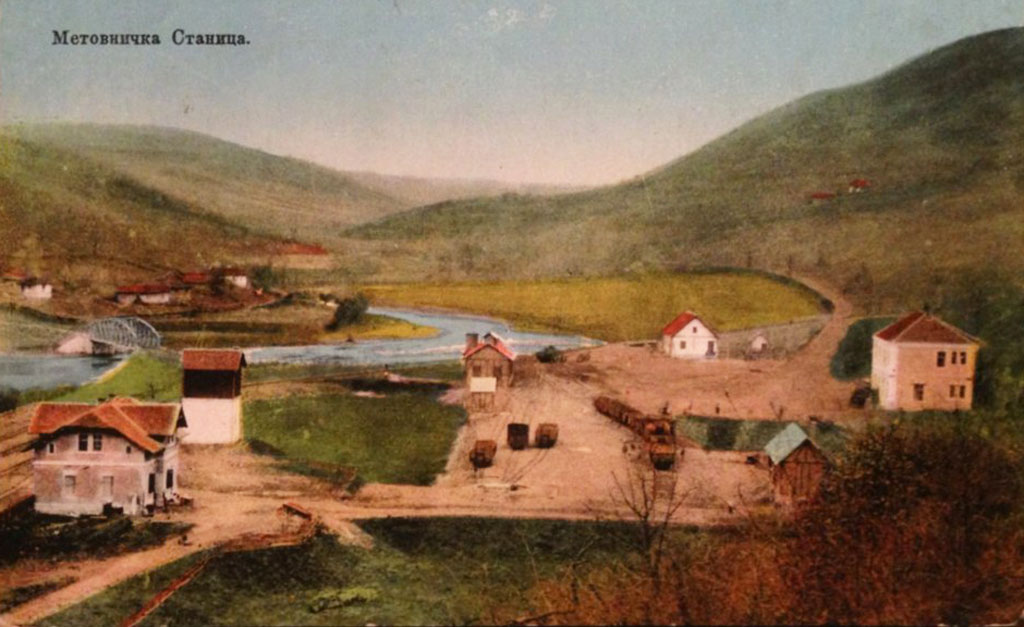
Der Abzweigbahnhof Metovnica um 1920 – von links kommt die Strecke aus Paraćin über die Brücke und in der Mitte rechts verläuft die Strecke nach Bor

### Paraćin–Zaječar
Die Schmalspurbahn nach Zaječar begann am Bahnhof Paraćin auf der Ostseite des Normalspurbahnhofs, nordseitig schlossen sich umfangreiche Gleisanlagen an. In diesem Bereich zweigte später die Verbindungsstrecke nach Ćuprija ab bzw. begann ab 1953 das Dreischienengleis nach Davidovac. Anschließend verlief die Bahn Richtung Osten bis zum Durchbruch der Crnica durch eine Hügelkette. Beim Umbau 1953 wurde hier mit einem kurzen Tunnel und einer neuen Brücke die Strecke etwas begradigt. Nach dem Bahnhof Davidovac trennten sich Normal- und Schmalspur und diese verlief dann über eine weite Ebene bis Lešje, wo ein weiterer kurzer Anstieg erforderlich war. Bis Donja Mutnica und weiter nach Izvor war das Gelände wieder eher flach, dann begann aber nach einer engen 180°-Kehre der lange und bis zu 28 ‰ steile Anstieg zum Scheitelpunkt bei Obradove Stolice. Dort war eine Drehscheibe zum Wenden von Vorspann- bzw. Nachschiebe-Lokomotiven vorhanden. Unzählige Kurven am zunehmend steileren Hang und viele Einschnitte im felsigen Gelände prägten die Strecke in dem fast völlig unbesiedelten Tal.
Nach dem Scheiteltunnel befand man sich immer noch in einer recht unbewohnten Waldlandschaft und mit dem gleichen Gefälle und vielen Bögen und Einschnitten senkte sich die Strecke nach Krivi Vir hinab. Etwas unterhalb dieses Bahnhofs befand sich ein Gleisdreieck zum Wenden von Vorspannloks. Bis Lukovo verlief die leicht fallende Trasse im Tal des Crni Timok, um dann über Mirovo (Kohleverladung) über einen weiteren Scheitelpunkt nach Boljevac zu führen. Geländebedingt lag der dortige Bahnhof hoch über dem Ortskern, erst auf den folgenden Kilometern senkte sich die Strecke ins Tal des Arnauta hinab, bis dieser in den Crni Timok mündet. Etwas oberhalb davon überquerte die Bahnstrecke erstmals diesen Fluss und folgte dem schwarzen Timok bis zum Bahnhof Bogovina. Etwa 2 km flussabwärts zweigte mittels eines Gleisdreiecks eine Anschlussbahn ab, die sich dann zu zwei Schachtanlagen bei den Kohlebergwerken von Bogovina nochmals verzweigte.
Durch flaches Schwemmland ging es bis Šarbanovac, von dort wird bis Zvezdan das Tal wieder enger und reich an Flussschleifen, von denen einige mit Tunnels abgekürzt wurden. In diesem Bereich lag auch der Abzweigbahnhof Metovnica, der unmittelbar nach einer weiteren größeren Brücke über die aus der Umgebung von Bor herabfließende Brestovačka erreicht wurde. Von Zvezdan abwärts öffnet sich das enge Tal wieder und die Bahnlinie erreichte schließlich den „Endbahnhof“ Zaječar. Unmittelbar nach dem Bahnhof befand sich auf der Verbindungsstrecke nach Vražogrnac eine letzte Brücke über den Crni Timok und über flaches, landwirtschaftlich genutztes Land gelangte die Strecke zur bereits im Oktober 1889 eröffneten „belgischen Bahn“, die von Radujevac (Verladehafen an der Donau) zu den Kohlebergwerken bei Vrška Čuka führte. Der offenbar heute noch gängige Name („Belgijska pruga“, neben Timoktalbahn) hatte seinen Ursprung in den belgischen Kapitalgebern dieser frühen Schmalspurbahn.

### Metovnica–Bor
Die Zweigstrecke nach Bor verließ den Bahnhof Metovnica in einem engen Rechtsbogen und folgte dann einem tief eingeschnittenen, kontinuierlich ansteigenden Tal Richtung Norden. Etwa bei Suva Reka wurde eine offene Hügellandschaft erreicht und weiter teilweise stark ansteigend führte die Trasse recht geradlinig in die Bergbaustadt Bor.

### Stalać–Ćuprija
Die Verbindungsstrecke Stalać–Paraćin–Ćuprija verlief von Stalać ausgehend zuerst auf der Westseite direkt neben der Normalspurstrecke und kreuzte diese bei Ćićevac mit einem Überführungsbauwerk. Am Bahnhof Paraćin führte das Gleis auf der Straßenseite des Bahnhofsgebäudes vorbei und war dort mit der Strecke nach Zaječar verbunden. Nördlich davon befand sich bei der Streckentrennung ein Gleisdreieck, die weiter nach Norden führende Verbindungsstrecke nach Ćuprija entfernte sich dann aber von der Hauptstrecke und mündete ca. 2 km von Ćuprija entfernt in die Strecke nach Ravna Reka ein – wiederum mit einem Gleisdreieck, was die Führung direkter Züge vereinfachte.

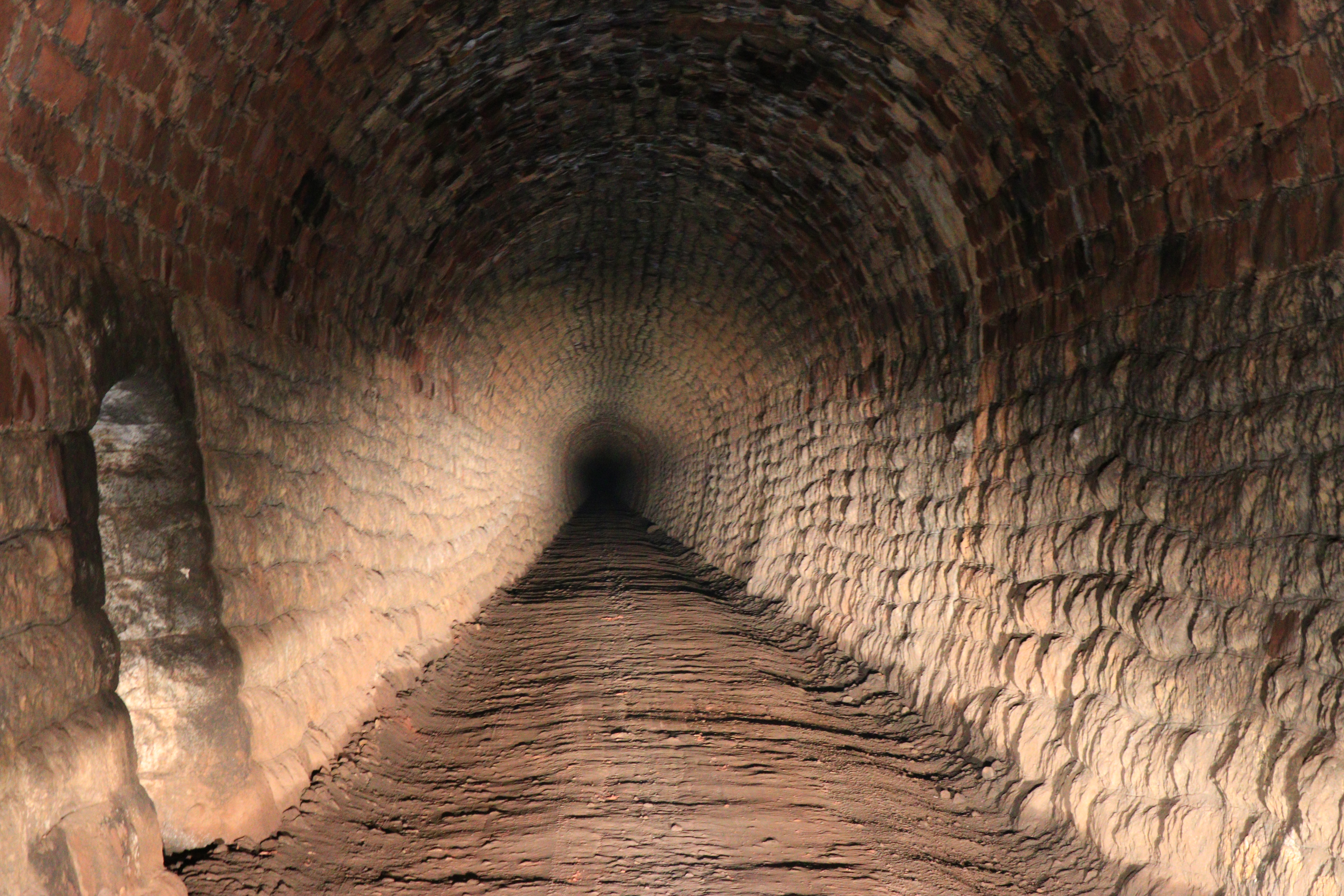
Der Scheiteltunnel bei Obradove Stolice

### Heutiger Zustand
Weite Teile der Strecke sind als lokale Fahrstraßen in Verwendung, besonders im sonst recht weglosen Gebiet zwischen Krivi Vir und Izvor. Auch der ca. 1970 m lange Scheiteltunnel zwischen Mala Suvaja und Obradove Stolice ist einspurig befahrbar. Eine Gegenverkehrsregelung besteht aber nicht, obwohl man aufgrund der Steigung von beiden Seiten eventuell entgegenkommende Fahrzeuge erst spät sehen würde.
Teilweise ist der Bahndamm aber auch überbaut, abgetragen, weggeschwemmt, verschüttet oder schlicht im Unterholz verschwunden.

## Fahrzeugeinsatz
Anfänglich wurde der Betrieb mit den ab 1904 gebauten Loks der späteren JDŽ-Reihe 72 durchgeführt. Diese mit der österreichischen Reihe Uv recht nahe verwandten Loks waren für die langen Steigungsstrecken und den zunehmend starken Verkehr aber zu schwach, auch die Mitnahme von Wasser und Kohle-Vorräten war begrenzt. Ab 1913 kamen deshalb die wesentlich leistungsstärkeren Mallet-Lokomotiven der späteren JDŽ-Reihe 91 zum Einsatz. Es folgten ab 1915 bis 1918 Mallets von ALCO der Reihe 93 sowie die Loks der Reihe 92, die mit ihren großen Schlepptendern eine noch höhere Reichweite hatten und eine weitere Leistungssteigerung brachten.
Auch die ALCO-Lokomotiven der Reihe 84 kamen bis in die 1930er Jahre zum Einsatz. Auf der Zweigstrecke nach Bor verkehrten die SLM-Loks der Reihe 82, welche teilweise auch in Zaječar beheimatet waren. Weitere Einzelgänger stellten die beiden Loks der Luttermöller-Bauart 89 dar, welche ursprünglich für das Bergwerk in Bor beschafft wurden. In späteren Jahren verkehrten auch die allgegenwärtigen Loks der stückzahlreichen Reihe 83.